# Cercando Alaska
Cercando Alaska (Looking For Alaska) è il primo romanzo scritto dall'autore John Green e pubblicato nel marzo 2005. Il romanzo ha vinto nel 2006 il Micheal L. Printz dall'American Library Association. Durante la settimana del 29 giugno 2012, Cercando Alaska è entrato a far parte della lista del New York Times dei bestseller dei tascabili per ragazzi alla 10ª posizione, 385 settimane dopo la sua prima pubblicazione.

## Trama
Miles Halter è affascinato dalle ultime parole di personaggi famosi, è stanco della sua vita a casa. Parte quindi in collegio per cercare il suo "Grande Forse", come ebbe a dire il poeta François Rabelais in punto di morte. Alla scuola di Culver Creek lo aspetta, tra gli altri, Alaska Young. Intelligente, colta e imprevedibile trascinerà Miles nel labirinto della sua complicata esistenza, catapultandolo nel mondo dei Grandi Forse.

## Personaggi

### Principali
- Miles "Ciccio" Halter

Il protagonista del romanzo, che ha un inusuale interesse nell'apprendere le ultime parole di persone famose, frequenta il collegio Culver Creek in Alabama alla ricerca del suo "grande forse". Alto e magro, è un ragazzo di 16 anni e viene soprannominato ironicamente dai suoi amici come "Ciccio". Ama leggere le biografie ma non le opere di personaggi famosi. È infatuato di Alaska Young, che però non ricambia (almeno inizialmente).
- Alaska Young

La ragazza folle su cui si basa tutto il romanzo, migliore amica del Colonnello.
- Chip "il Colonnello" Martin

È il migliore amico di Alaska e compagno di stanza di Miles. Prende il soprannome dalla sua capacità di organizzare strategicamente gli scherzi pensati dalle file degli schemi che Alaska escogita. Odia i "Settimana Corta" (i ragazzi ricchi che nei giorni feriali dormono al campus, ma hanno casa a Birmingham e dove ogni weekend tornano). Sua mamma vive in una roulotte e lui sogna di diventare qualcuno di importante così da poterle comprare una bella casa per ringraziarla del sostegno che gli ha dato.
- Takumi Hikohito

Un sorprendentemente talentuoso MC e amico di Alaska e Chip. 
- Lara Buterskaya

Un'immigrata rumena, amica di Alaska. Diventa la ragazza di Miles.

### Secondari
- Sig. Starnes "l'Aquila"

Il preside degli studenti alla Culver Creek. È particolarmente rigoroso quando si parla di cose come fumare sigarette e bere alcol nel campus, ma in generale si interessa molto dei suoi studenti. Miles, Alaska, Chip, Takumi e Lara gli fanno molti scherzi durante il romanzo. 
- Dr. Hyde

Dr. Hyde è l'insegnante di religioni del mondo alla Culver Creek. È descritto come un anziano con dei problemi respiratori. Nonostante sia ostacolato da queste cose, è estremamente appassionato della sua materia e dei suoi corsi, e Miles lo ammira per tutto ciò, a differenza del resto dei suoi amici che lo giudicano noioso, pesante e vecchio perché sono superficiali.
- Madame O'Malley

Madame O'Malley è l'insegnante di francese alla Culver Creek. Alaska crede che non sia troppo brava nel suo mestiere, ma ritiene che faccia un tacchino ripieno buonissimo per il Ringraziamento.

## Adattamenti cinematografici
I diritti cinematografici erano stati acquistati da Paramount Pictures nel 2005. La sceneggiatura doveva essere scritta e diretta da Josh Schwartz (creatore della serie The O.C.) ma, a causa dello scarso interesse mostrato da Paramount Studios, la produzione è stata rimandata numerose volte.
Il 1º luglio 2019 è stata annunciata l'omonima miniserie, distribuita il 18 ottobre 2019 su Hulu. La miniserie, composta da otto puntate, è stata creata da Josh Schwartz.
Dal 27 maggio 2020 sarà trasmessa in Italia su Sky Atlantic